# The First Japan Arena Tour "Shinee World 2012"
The First Japan Arena Tour "Shinee World 2012" (promovido como SHINee THE FIRST JAPAN ARENA TOUR “SHINee WORLD 2012”) é o terceiro DVD e o primeiro Blu-ray da boy band sul-coreana SHINee.

## Lista de faixas
DISCO 1:
- 01 Opening
- 02 LUCIFER
- 03 Amigo
- 04 JULIETTE
- 05 The SHINee World
- 06 MC-1
- 07 Always Love
- 08 Hello
- 09 Replay -君は僕のeverything-
- 10 Seesaw
- 11 Sherlock
- 12 Love Like Oxygen
- 13 BETTER
- 14 Amazing Grace
- 15 Y Si Fuera Ella
- 16 TIE A YELLOW RIBBON ROUND THE OLE OAK TREE
- 17 START
- 18 Jo Jo
- 19 Stranger
- 20 Ready or Not
- 21 Ring Ding Dong
- 22 To Your Heart
- 23 LUCIFER
- 24 Message from SHINee
- 25 Kiss Kiss Kiss

DISCO 2:
[Encore]
- 01 Stand By Me
- 02 Bodyguard
- 03 MC-2
- 04 Keeping love again
- 05 Finale

## Desempenho nas paradas
| Lançamento             | Oricon Chart       | Melhor posição | Quantidade |
| ---------------------- | ------------------ | -------------- | ---------- |
| 12 de dezembro de 2012 | DVD Daily Ranking  | 1              | 39,393+    |
| 12 de dezembro de 2012 | DVD Weekly Ranking | 2              | 39,393+    |